# Сен-Валери-ан-Ко (кантон)
Сен-Валери-ан-Ко (фр. Saint-Valery-en-Caux) — кантон во Франции, находится в регионе Нормандия, департамент Приморская Сена. Расположен на территории трех округов — девять коммун входят в состав округа Гавр, шестьдесят одна коммуна — в состав округа Дьеп, одна — в состав округа Руан.

## История
До 2015 года в состав кантона входили коммуны Бовиль, Вёль-ле-Роз, Гётвиль-ле-Гре, Дрозе, Кайвиль, Ле-Мениль-Дюрдан, Манвиль-е-Плен, Невиль, Плен-Сев, Сен-Валери-ан-Ко, Сен-Рикье-е-Плен, Сен-Сильвен, Сент-Коломб и Энгувиль.
В результате реформы 2015 года состав кантона был существенно изменен. В его состав были включены упраздненные кантоны Кани-Барвиль, Фовиль-ан-Ко, Урвиль-ан-Ко и Фонтен-ле-Дэн.
С 1 января 2017 года состав кантона изменился: коммуны Бенто, Бермонвиль, Озувиль-Обербоск, Рикарвиль, Сен-Пьер-Лавис, Сент-Маргерит-сюр-Фовиль и Фовиль-ан-Ко объединились в новую коммуну Терр-де-Ко.

## Состав кантона с 1 января 2017 года
В состав кантона входят коммуны (население по данным Национального института статистики за 2018 г.):
- Альвимар (625 чел.)
- Анвронвиль (349 чел.)
- Анкуртвиль-сюр-Эрикур (338 чел.)
- Анжьян (513 чел.)
- Англесквиль-ла-Бра-Лон (119 чел.)
- Атанвиль (721 чел.)
- Бертовиль (102 чел.)
- Бертревиль (120 чел.)
- Бёзвиль-ла-Герар (227 чел.)
- Блосвиль (253 чел.)
- Бовиль (579 чел.)
- Брамето (203 чел.)
- Бурвиль (302 чел.)
- Бюто-Веневиль (244 чел.)
- Вёлет-сюр-Мер (273 чел.)
- Вёль-ле-Роз (578 чел.)
- Витфлёр (654  чел.)
- Вовиль-ле-Кель (130 чел.)
- Гётвиль-ле-Гре (375 чел.)
- Гренвиль-ла-Тентюрьер (1 081 чел.)
- Дрозе (196 чел.)
- Йеблерон (1 279 чел.)
- Кайвиль (262 чел.)
- Кани-Барвиль (3 051 чел.)
- Канувиль (344 чел.)
- Клавиль (333 чел.)
- Клевиль (155 чел.)
- Клёвиль (193 чел.)
- Клипонвиль (269 чел.)
- Кравиль-ла-Мале (153 чел.)
- Кравиль-ла-Рокфор (211 чел.)
- Ла-Гайард (382 чел.)
- Ла-Шапель-сюр-Дэн (159 чел.)
- Ле-Ануар (253 чел.)
- Ле-Бур-Дэн (430 чел.)
- Ле-Мениль-Дюрдан (18 чел.)
- Мальвиль-ле-Гре (203 чел.)
- Манвиль-е-Плен (292 чел.)
- Невиль (1 318 чел.)
- Норманвиль (663 чел.)
- Обервиль-ла-Манюэль (133 чел.)
- Оервиль (228 чел.)
- Оквиль (450  чел.)
- Отиньи (310 чел.)
- Ото-л'Овре (319 чел.)
- Палюэль (420 чел.)
- Плен-Сев (128 чел.)
- Рокфор (319 чел.)
- Сасвиль (279 чел.)
- Сен-Ва-Дьепдаль (369 чел.)
- Сен-Валери-ан-Ко (3 907 чел.)
- Сен-Мартен-о-Бюно (655 чел.)
- Сен-Пьер-ле-Виже (260 чел.)
- Сен-Пьер-ле-Вьё (192 чел.)
- Сен-Рикье-е-Плен (595 чел.)
- Сен-Сильвен (166 чел.)
- Сент-Коломб (218 чел.)
- Сент-Обен-сюр-Мер (167 чел.)
- Сомениль (107 чел.)
- Сотвиль-сюр-Мер (393 чел.)
- Терр-де-Ко (4 167 чел.)
- Тремовиль (105 чел.)
- Тьювиль (301 чел.)
- Удто (184 чел.)
- Уенвиль (516 чел.)
- Урвиль-ан-Ко (1 136 чел.)
- Фонтен-ле-Дэн (901 чел.)
- Фукар (354 чел.)
- Эбервиль (112 чел.)
- Энгувиль (272  чел.)
- Эрманувиль (137 чел.)

## Политика
На президентских выборах 2022 г. жители кантона отдали в 1-м туре Марин Ле Пен 33,4 % голосов против 27,5 % у Эмманюэля Макрона и 14,4 % у Жана-Люка Меланшона; во 2-м туре в кантоне победила Ле Пен, получившая 51,9 % голосов. (2017 год. 1 тур: Марин Ле Пен – 28,1 %, Франсуа Фийон – 21,5 %, Эмманюэль Макрон – 19,4 %, Жан-Люк Меланшон – 16,8 %; 2 тур: Макрон – 53,6 %. 2012 год. 1 тур: Николя Саркози — 29,1 %, Франсуа Олланд — 28,2 %, Марин Ле Пен — 19,2 %; 2 тур: Олланд — 51,5 %. 2007 год. 1 тур: Саркози — 30,1 %, Сеголен Руаяль — 25,3 %; 2 тур: Саркози — 50,3 %).
С 2021 года кантон в Совете департамента Приморская Сена представляют мэр коммуны Ла-Гайард Жером Лёрё (Jérôme Lheureux) (Союз демократов  и независимых) и бывший вице-мэр коммуны Фовиль-ан-Ко Сесиль Сино-Патри (Cécile Sineau-Patry) (Республиканцы).
|                | Кандидаты                       | Партия                   | Первый тур | Первый тур     | Второй тур | Второй тур |
| Кол-во голосов | Кандидаты                       | Партия                   | % голосов  | Кол-во голосов | % голосов  |            |
| -------------- | ------------------------------- | ------------------------ | ---------- | -------------- | ---------- | ---------- |
|                | Жером Лёрё Сесиль Сино-Патри    | Правоцентристский блок   | 4 315      | 42,88          | 5 728      | 60,13      |
|                | Александра Бюке Жан-Пьер Тевено | Социалистическая партия  | 2 717      | 27,00          | 3 798      | 39,87      |
|                | Анн-Софи Живри Алексис Прево    | Национальное объединение | 2 165      | 21,52          |            |            |
|                | Изабель Дюжарден Антуан Лекашёр | Коммунистическая партия  | 865        | 8,60           |            |            |

|                | Кандидаты                         | Партия             | Первый тур | Первый тур     | Второй тур | Второй тур |
| Кол-во голосов | Кандидаты                         | Партия             | % голосов  | Кол-во голосов | % голосов  |            |
| -------------- | --------------------------------- | ------------------ | ---------- | -------------- | ---------- | ---------- |
|                | Сесиль Сино-Патри Жан-Луи Шованси | Правый блок        | 4 434      | 30,62          | 5 618      | 38,42      |
|                | Катрин Бодри Жан-Франсуа Мер      | Левый блок         | 4 169      | 28,79          | 5 502      | 37,62      |
|                | Стефани Барбен Дени Блондель      | Национальный фронт | 3 901      | 26,94          | 3 504      | 23,96      |
|                | Изабель Дюжарден Брюно Тюн        | Левый фронт        | 1 978      | 13,66          |            |            |